# Baki Dániel
Baki Dániel (London, 1991. október 8. –) magyar színművész.

## Életpályája
1991-ben született Londonban, ahol akkor édesapja dolgozott. 2012–2017 között a Színház- és Filmművészeti Egyetem színművész szakos hallgatója volt. Egyetemi gyakorlatát a Katona József Színházban és a Pécsi Nemzeti Színházban töltötte. Diplomaszerzése után egy évet töltött Angliában egy ösztöndíj keretében. 2018-ban tért vissza Magyarországra és dolgozott szabadúszóként. 2020-2023 között a Radnóti Színház tagja volt.

## Filmes és televíziós szerepei
- Egynyári kaland (2019) ...Robi
- Drága örökösök (2020) ...Ervin, laboros fiú
- Nyersanyag (2024) ...Krisztián
- És mi van Tomival? (2024) ...Bence
- Bróker Marcsi (2025)